# ヤナセテック
ヤナセテック株式会社は、シェルター・輸送コンテナ製造と特種用途自動車の設計、製造、販売と旧車のレストア（修復）、整備、販売を行う企業である。それまで株式会社ヤナセが行っていたシェルター・コンテナ製造と特殊用途車や福祉車両の製造事業を引き継ぐ合弁会社として株式会社殿内製作所と株式会社ヤナセにより2003年10月2日に設立された。
横浜市保土ケ谷区上星川に本社工場・平塚市に平塚工場がある。メルセデス・ベンツを初めとするクラシックカーのレストア（復元）は本社工場、特種用途自動車（福祉車、医療車）・コンテナ・シェルターの製造は、平塚工場にて行っている。製造の中心を平塚工場に集約させており、伊勢原工場は稼働させていない（2014年以降グループ会社のワイ・エンジニリング株式会社の工場になっている。）。

## 事業内容

### シェルター・コンテナ製造
- 横浜本社工場、平塚工場でアルミニウム製コンテナシェルターの製造を行う。
- 使用用途が広くできるように規格サイズなどがなく、用途に応じて1台ずつオリジナル製品を作れるのが特徴である。
- 近年では通信用データセンター、UPS用コンテナなどにも利用されている。

### 特装車・特種用途自動車
平塚工場にて大型特装車（レントゲン車、医療車など）の架装を行う。
以前は、伊勢原工場で製造していたが、生産台数の増加・設備増強に伴い、平塚工場に集約した。

### 旧車（クラシックカー）　レストア
2004年にウエスタン コーポレーション（現 ヤナセ）内にあったメルセデス・ベンツ車の旧モデルのレストアを行っていた「オールドタイマー・センター」がヤナセテックに移管され同年7月から業務を開始した。但し、ヤナセテックはダイムラー社の「オールドタイマー・センター」とは提携していない。

## 関連企業
- 株式会社トノックス
- ワイ・エンジニアリング株式会社：多目的作業車「メルセデス・ベンツ ウニモグ、エコニック｣の輸入販売会社。
- 株式会社トップス・ジャパン：国産車から輸入車までの指定整備工場として車検・定期点検・メンテナンスを行っている。また、過去に新車のローバーミニのPDI（出荷前検査）を行っていた実績がある事からオールドミニクーパーに力を入れている。